# Willem Hubert van Blijenburgh
Willem Peter Hubert van Blijenburgh (Zwolle, 11 luglio 1881 – Bilthoven, 14 ottobre 1936) è stato uno schermidore olandese, vincitore di tre medaglie di bronzo nella scherma ai giochi olimpici.